# 内田祥哉

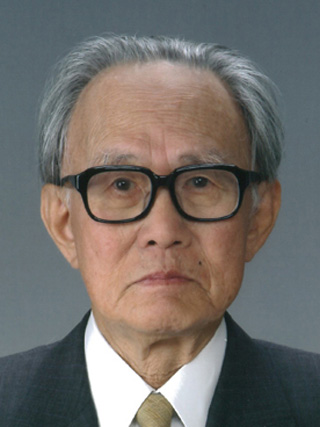

内田 祥哉（日語片假名：うちだ よしちか、1925年5月2日—2021年5月3日），日本建築構造学者、高層建築設計構造研究者。東京府東京市麻布區（現東京都港區）出身，擁有一級建築士資格。

## 生平
内田祥哉是日本已故名建築學者、前東京帝國大學總長内田祥三的次男。他於東京帝國大学工学部建築學科畢業後，先後就職於遞信省、電氣通信省、日本電信電話公社建築部等單位。其後擔任東京大学助教授、教授、名誉教授、明治大学教授、金泽美术工艺大学教授等職。1993年擔任日本建筑学会会長。
他長期從事建築系統化與建築施工法之研究，其範圍從超高層建築到組合式住宅，頗為廣泛，戦後日本建築業界均深受其影響。曾培育許多建築界人才，並完成有田陶磁器文化館、実験集合住宅NEXT21、明治神宮神楽殿等知名建築物的設計。1996年，獲頒日本建築学会賞。2010年，就任工学院大学工学部（現建築学部）特任教授，並獲選為日本學士院會員。